# Everybody's Old Man
Everybody's Old Man é um filme estadunidense de 1936, do gênero comédia dramática, dirigido por James Flood, estrelado por Irvin S. Cobb e Rochelle Hudson, e co-estrelado por Johnny Downs e Norman Foster. O roteiro de Patterson McNutt, A. E. Thomas e William Hurlbut foi baseado no conto "Adopted Father" (1916), de Edgar Franklin. A produção foi lançada pela 20th Century Fox.
O filme "The Working Man" (1933), da Warner Bros., foi baseado na mesma história.

## Sinopse
Quando o sapateiro William Franklin (Irvin S. Cobb) descobre que o dono de uma empresa rival faleceu, ele decide tirar férias. Franklin deixa sua empresa nas mãos de seu sobrinho soberbo, Ronald Franklin (Norman Foster), que acha que comandará a empresa melhor que William.
Em um dia de suas férias, Franklin conhece Cynthia (Rochelle Hudson) e Tommy Sampson (Johnny Downs), herdeiros do inimigo de William, e que se encontram gastando a herança deixada por seu pai. Franklin não revela sua identidade real e, depois de salvar Cynthia, é convidado para visitar a casa dos irmãos. Franklin aproveita sua oportunidade e reorganiza a empresa inimiga, tornando-se rival de seu próprio sobrinho, a fim de conseguir expandir e recuperar sua loja das mãos de Ronald.

## Elenco
- Irvin S. Cobb como William Franklin
- Rochelle Hudson como Cynthia Sampson
- Johnny Downs como Tommy Sampson
- Norman Foster como Ronald Franklin
- Alan Dinehart como Frederick Gillespie
- Sara Haden como Susan Franklin
- Donald Meek como Finney
- Warren Hymer como Michael "Mike" Murphy
- Maurice Cass como Dr. Phillips
- Charles Coleman como Mansfield
- Ramsay Hill como Conde de Spearford
- John Miltern como Larson
- Walter Walker como Haslett
- Frederick Burton como Aylesworth
- Hal K. Dawson como Jameson
- Delma Byron como Srta. Martin
- Hilda Vaughn como Empregada